# 經史百家雜鈔
《經史百家雜鈔》是清人曾国藩编纂的一部文言散文选集。共二十六卷，所选分为论著、辞赋、序跋、诏令、奏议、书牍、哀祭、传志、叙记、典志、杂技等十一类。